# Dos ximples molt ximples
Dos ximples molt ximples (títol original: Dumb and Dumber) és una comèdia pel·lícula estatunidenca dels germans Farrelly, estrenada l'any 1994. Ha estat doblada al català.

## Argument
Lloyd Christmas és conductor de limusina a Providence als Estats Units. Cau sota l'encant d'una clienta que porta a l'aeroport: Mary Swanson. A l'aeroport, ella es deixa un maletí que conté els diners del rescat pel seu marit segrestat. Lloyd, imaginant que se l'ha deixada, se n'apodera abans que els raptors.
Lloyd viu amb Harry Dunne. Tots dos decideixen anar a buscar Mary per tornar-li el maletí. Sabent que ella hi ha d'anar, agafen la carretera cap a Aspen, Colorado, que és a més de 3.000 quilòmetres. Ignorant que són seguits pels raptors, n'agafen un en autoestop, i el maten per accident fent-li empassar verí per rates.
Acaben per trobar Mary, i quan li donen el maletí, sorgeix un raptor. A punt de morir, intervé un equip de l'FBI i deté el raptor. El marit és alliberat, Harry i Lloyd tornen a la carretera.

## Repartiment
- Jim Carrey: Lloyd Christmas
- Jeff Daniels: Harry Dunne
- Lauren Holly: Mary Swanson
- Mike Starr: Joe « Mental » Mentalino
- Karen Duffy: J. P. Shay
- Charles Rocket: Nicholas Andre
- Victoria Rowell: Beth Jordan, l'agent especial de l'FBI
- Hank Brandt: Karl Swanson
- Teri Garr: Helen Swanson
- Brad Lockerman: Bobby Swanson
- Felton Perry: Detectiu Dale
- Joe Baker: Barnard, el maître d'hotel a Aspen
- Rob Moran: el barman de l'hotel a Aspen

## Banda original
- Boom Shack-a-lack interpretada per Apache Indian
- Get Ready interpretada per The Proclaimers
- Insomniac interpretada per Echobelly
- To Much of a Good Thing interpretada per The Sons i Bret Reilly
- The Bear Song interpretada per Green Jelly
- Take interpretada per The Lupins
- The Ballad of Peter Pumpkinhead i Mmm Mmm Mmm Mmm interpretades per Crash Test Dummies
- Where I Find my Heaven interpretada per The Gigolo Aunts
- Country Adagio interpretada per Ian Hughues
- Oh Pretty Woman interpretada per Roy Orbison
- New Age Girl interpretada per Dead Eye Dick
- If You Don't Love Me (I'll Kill Myself) interpretada per Pete Droge
- Can We Still Be Friends interpretada per Todd Rundgren
- Rollin' Down The Hill interpretada per The Rembrandts
- Hip Hop Solution i Rap Silly interpretades per Ray Colcord
- Red Right Hand interpretada per Nick Soscava and the Bad Seeds
- Permanent Vacation interpretada per Tom Wolfe
- 2 Ft. O'Butt Crack interpretada per Circle The Vagó
- The Rain, The Park and Other Things interpretada per The Cowsills
- Hurdy Gurdy Man interpretada per The Butthole Surfers
- Crash (The 95’ Mix) interpretada per The Primitives
- You Sexy Thing interpretada per Deee-Lite
- Endangered Species interpretada per Ray Colcord i Joe E. Rand
- Should Have Now interpretada per Michael Alan Lerner i Sander Selover
- Whiney Whiney (Things That Make Me Crazy) interpretada per Willi One Blood

## Llocs de rodatge
- Colorado: Aspen, Breckenridge, Copper Mountain, Estes Park, Fort Morgan, Denver
- Utah: Heber City, Lakepoint, Orem, Park City, Provo, Salt Lake City
- Rhode Island: Providència
- Vermont

## Rebuda

### Acollida critica
En la seva estrena en sales, Dumb and Dumber ha trobat una acollida moderada de les critiques professionals: 66% dels 50 critiques recollides pel lloc Rotten Tomatoes són favorables, amb una mitjana de 5,9⁄10, mentre que obté un resultat mig de 41⁄100 en el lloc Metacritic, per 14 critiques recollides. Després va adquirir l'estatus de pel·lícula de culte.

### Box-office
Distribuït a 2.447 sales als Estats Units, Dumb and Dumber ocupa directament el primer lloc del box-office amb 16.363.442 $ el cap de setmana de la seva estrena. Queda en cap la seva primera setmana d'explotació i durant les tres setmanes següents, recapta un total de 81.513.096 $. No es va distribuït a més de 2.565 sales i va ser un èxit comercial si es compara amb el pressupost de 17 milions i li suposa classificar-se en sisè lloc el 1994. L'èxit es confirma a l'estranger on el film recull 120 milions de dòlars, portant el total de les recaptacions mundials a 247.275.374 $, permetent-li posar-se en setena posició de les millors recaptacions mundials de 1994. En France, Dumb and Dumber prend la seconde place du box-office derrière La Haine avec 164 756 entrées dans 234 salles. Il n'est jamais distribué au-delà de 254 salles et totalise 636 665 entrées en fin d'exploitation.

## Adaptació televisada
El film es va adaptat com a sèrie de dibuixos animats l'any 1995 per Hanna-Barbera en Dumb and Dumber.

## Al voltant de la pel·lícula
- La tria dels noms dels dos herois, Harry i Lloyd, és un homenatge a l'estrella còmica del cinema mut Harold Lloyd.
- L'hotel Danbury, on s'hostatgen els dos companys, és de fet l'Stanley Hotel, situat a Estes Park a Colorado, que va inspirar a Stephen King la novel·la Shining, el nen llum.
- 1994: Nominada als Premis Razzie: Pitjor nova estrella (Jim Carrey)
- Crítiques: "Insofrible i casposa comèdia que desaprofita tot el seu metratge en unes gràcies d'allò més xaró. Impresentable";"[11] Penosa"[12]

## Continuacions
- Una preqüela, sense Jim Carrey ni Jeff Daniels, va sortir l'any 2003 : Dumb and Dumberer: Quan Harry va trobar Lloyd. Eric Christian Olsen encarna Lloyd Christmas mentre que Derek Richardson reprèn el paper d'Harry Dunne.
- La continuació del film original, Dumb and Dumber De (2014), reuneix de nou Jim Carrey i Jeff Daniels. La resta del repartiment comprèn igualment Laurie Holden i Kathleen Turner.